# إليزابيث وولوورك
إليزابيث وولوورك (بالإنجليزية: Elizabeth Wallwork)‏ هي رسامة ومُدرسة نيوزيلندية، ولدت في 20 يوليو 1883 في Broughton, Lancashire ‏ في المملكة المتحدة، وتوفيت في 4 يونيو 1969 في كرايستشرش في نيوزيلندا.